# Nagyboldogasszony-főszékesegyház (Kalocsa)
A kalocsai Nagyboldogasszony-főszékesegyház a Kalocsa-Kecskeméti főegyházmegye széktemploma a Főszékesegyházi főesperesség Kalocsai esperesi kerületében. Területe ősi templomos hely: az első kalocsai székesegyház építését a rendelkezésre álló adatok szerint még I. István király támogatta. A mai, barokk stílusú katedrális 1774-re készült el. Társszékesegyháza a kecskeméti Urunk mennybemenetele templom.

## A főszékesegyház titulusa
Korunkban sokáig úgy gondolták, hogy az első székesegyházat Szent Pál tiszteletére szentelték fel. Az elmélet szerint a templom titulusa csak 1738-tól lett volna Nagyboldogasszony, amikor Patachich Gábor újranyitotta a ma meglévő, épülő érseki székesegyházat. A Patachich Gáborról és koráról szóló 2014-ben megjelent monográfia szerzője, Tóth Tamás, 17. és 18. századi tanúvallomások, Patachich Gábor saját kezű feljegyzései és más kordokumentumok alapján arra következtetésre jutott, hogy a templom védőszentje már 1738 előtt is a Mennyekbe felvett Boldogságos Szűz Mária volt. Mivel a középkori érsekségnek két székvárosa, két székeskáptalana és két székesegyháza volt, Winkler Pál valószínűleg összekeverte a Főszékesegyházról 1929-ben írt művében művében a ma már nem létező bácsi Szent Pál-főszékesegyházat a kalocsaival, az ő tévedése pedig ezután lassan átment a köztudatba. Ezt a tézist erősíti, hogy Katona István szerint már az első, 11. századi székesegyház is Nagyboldogasszony tiszteletére épült.

## Kutatások
Az első székesegyház felkutatására két ásatás indult. Az elsőt Henszlmann Imre végezte 1869-ben Haynald Lajos érsek megbízásából. Henszlmann 1,8 méter mélységig jutott, és román stílusú, háromhajós, négytornyú templomot sejtett, a tornyok közül kettő a keleti, kettő a nyugati homlokzaton állt. Henszlmann ezt arra az állításra alapozta, hogy az István-kori székesegyházak mindegyike négy tornyú volt. Ez a későbbiekben megcáfolódott, hiszen az eredeti pécsi székesegyház is István idejében épült, de csak két toronnyal. 1908 és 1912 között Vámosy Gyula érsek megbízásából Foerk Ernő is végzett ásatásokat 3,4 méter mélységig. Érdekes, hogy míg a második és a harmadik székesegyház kinézetét illetően kettejük véleménye főbb vonalakban megegyezik, addig az első székesegyházról teljesen más elképzelések születtek. Foerk kutatásai szerint egy háromhajós, bazilikális elrendezésű, ókeresztény harangtorony nélküli templom állt itt, melynek szentélyátmérője nem érte el a főhajó szélességét. A templom főhomlokzata elé – a székesfehérvári Nagyboldogasszony-bazilikához és a gyulafehérvári Szent Mihály-székesegyházhoz hasonlóan – átriumos exonartex épült. Külső hossza az átriummal együtt 40, szélessége 11 méter, a belső szélesség 8,4 méter, a szentély szélessége 7,2 méter volt. Fedélszéke a korabeli templomoknak megfelelően belülről nyitott volt. A templom megkérdőjelezhetetlen rokonságot mutat a Száva parti Sziszek városának 1856-ban feltárt kora keresztény templomával. Ez a bizonyítéka annak, hogy Felső-Olaszországból jött szerzetesek tervezték. Bebizonyosodott az is, hogy szentélye nem kelet, hanem északkelet felé nézett.

## Története

### A második székesegyház
Az érseki székhely sokáig Bács volt, II. (Vak) Béla helyezte azt át Kalocsára. Kalocsának, mint egyházi központnak jelentősége megnőtt, a korábbi templom már nem tudta a híveket maradéktalanul befogadni, ezért új, monumentális székesegyházat építettek, melyben a francia hatás egyértelműen felfedezhető volt. Henszlmann Imre szerint a 13. század második felében, Csák Ugrin érseksége alatt épült, Foerk Ernő pedig az 1150-es évekre helyezi a templomépítést, és a francia VII. Lajos király keresztes hódításával hozza összefüggésbe. A templom tökéletes mása található a franciaországi Avesniéresben. Foerk rekonstrukciói alapján a második székesegyház 67 m hosszú és 28 m széles volt, három hajóval, kereszthajóval és nyolcszögletű négyezeti toronnyal. Rozettás homlokzatának két szélén kör alaprajzú, lépcsőtornyok álltak. Falai zöldes színűek voltak, az oszlopfők vörösmárványból készültek. A szabályos tízszög öt oldalával záródó, keletelt szentélyt öt apsziskápolna vette körül. 1910-ben az egyik koszorúkápolna kiásásakor egy rézpénzt találtak, ilyet 1204 és 1270 között, II. Endrétől IV. Béla uralkodásáig készítettek. Ez a pompás épület a tatárjárás áldozata lett.

### A harmadik székesegyház

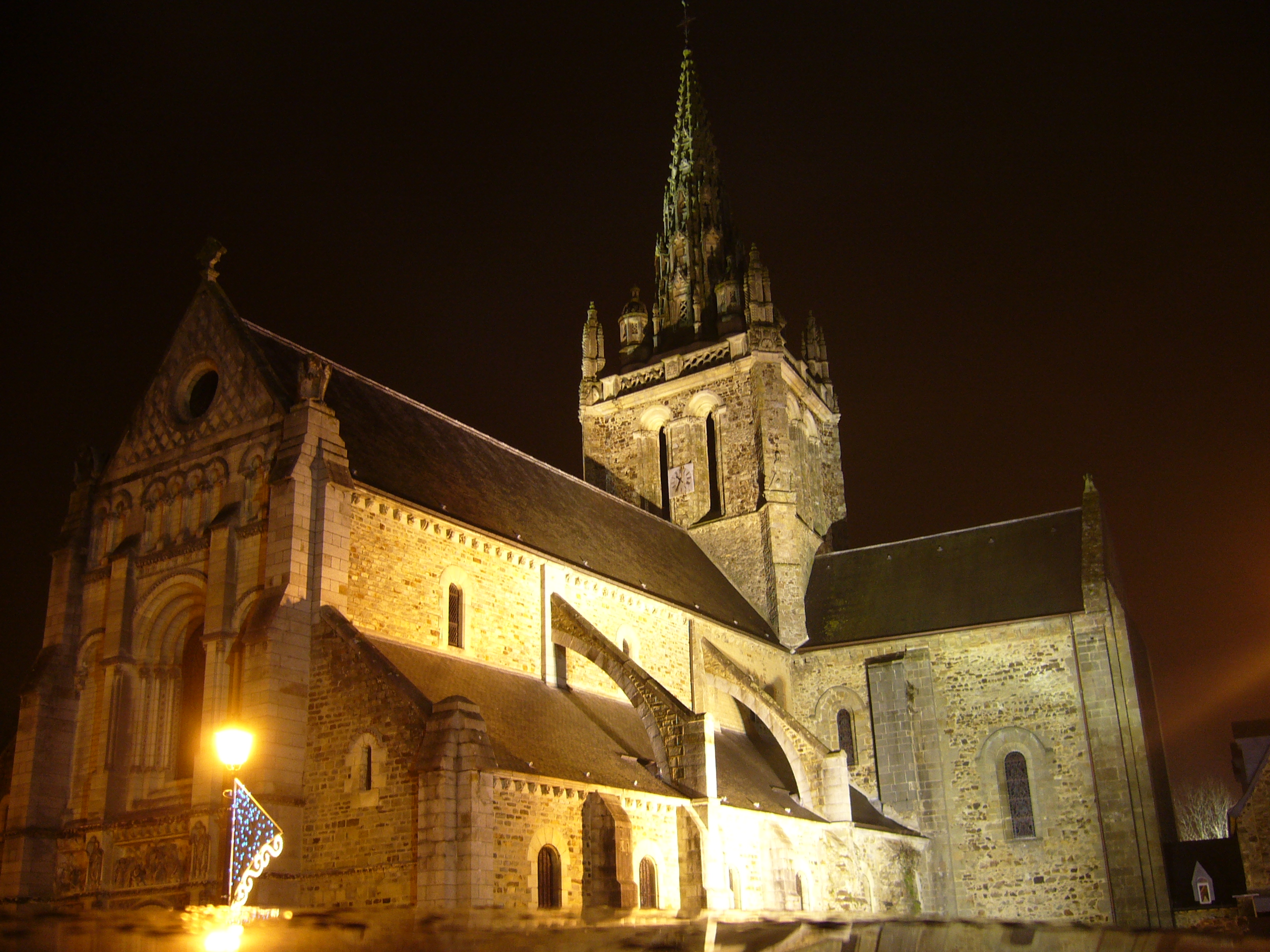
Az Avesniéres-i Notre-Dame bazilika, mely nagy hasonlóságot mutat a 2. kalocsai székesegyházzal

Arról nincs tudomásunk, hogy a tatárjárás milyen mértékben pusztította el a második székesegyházat. Az egyetlen feljegyzés Koboli László érsektől maradt fenn, melyben a pápát arra kéri, hogy székhelyét Pécsváradra tehesse át. Kérvényében említést tesz az alaktalan kalocsai székesegyházról, melyet hívei alig használnak. A harmadik székesegyház építése Nagy Lajos uralkodásának idejére tehető, mivel anyja sok, tatárjárásban elpusztult templom és kolostor újjáépítője volt. Kéttornyú, háromhajós, kereszthajóval ellátott templom épült. A török időkben a katolikusok csekély számára hivatkozva rövid ideig a reformátusok vették birtokba, egy helybéli jezsuita atya közbenjárására kaphatták vissza a katolikusok. Pethe Márton érsek felvidéki protestánsüldözései miatt a hajdúk az egész várost, főként annak érseki palotáját és templomait felégették, a város elnéptelenedett. A romba dőlt székesegyházat gr. Széchényi Pál érsek hozatta tető alá 1710-ben, új székesegyházat nem tudott építeni, mivel Vak Bottyán serege az egész egyházmegye területéről a Dunántúlra üldözte a bunyevác katolikusokat.

### A negyedik székesegyház
Gróf Csáky Imre bíboros határozta el az új főszékesegyház építését. A terveket 1728-ban készítették el. Ebben az időben alig 100 lakóház volt Kalocsán. A tervező nevét nem jegyezték fel, Winkler érseki könyvtáros úgy véli, hogy Josef Emmanuel Fischer von Erlach volt a tervező, aki Csáky érsek magyarbéli kastélyát is tervezte. Valószínűbbnek tűnik azonban Szőnyi Ottó és Révhegyi Elemér feltevése, miszerint Mayerhoffer András volt a tervező. Bizonyítja ezt az általa tervezett pesti pálos templommal (ma: egyetemi templom) való stílusrokonság, illetve az, hogy Éder János pesti kőműves, Mayerhoffer jó barátja is dolgozott az építkezésen. Az alapkőletétel 1735. június 2-án volt, ekkorra a korábbi székesegyházat lebontották, és a szükséges építési anyagokat beszerezték. A déli oldalon a régi alapköveket meghagyták. Patachich Gábor érsek először 1738-ban, a Nagyboldogasszony-napi búcsú előestéjén nyitotta meg az addig elkészült részeket, és iktatta be az első kanonokokat. 1745-ben Patachich érsek meghalt, gróf Csáky Miklós, majd 1751-től gróf Klobusiczky Ferenc folytatta az építkezést. 1750-ben készült el a főhajót a mellékhajótól elválasztó kőbalusztrád. 1741 és 1751 között pénzhiány miatt szünetelt az építkezés. A falak 1754-ben már álltak, de külső díszítése 1757-re, a belső 1770-re készült csak el. 1774-ben a toronysisakok elhelyezésével lett készen a monumentális érseki főszékesegyház a mainál kissé egyszerűbb, de egységesebb megjelenésben.

### A tűzvész
1795. július 18-án délután villám sújtotta a főszékesegyházat, tűzvész martalékává vált a hajó fedélszéke és a barokk toronysüvegek. Ekkor készültek el a templom stílusától jelentősen eltérő, klasszicista rézsisakok: a bal oldali 1799-ben, a jobb oldali egy évvel később.

### Restauráció
1908-1912-ben jelentős felújítást és templomtörténeti kutatásokat, ásatásokat végeztek a templom körül Foerk Ernő (a szegedi Dóm tervezője) és Petrovácz Gyula vezetésével. A mai berendezés egy része ekkor készült, illetve a szentély fölé, a tetőgerincre ekkor épült a fiatorony, a főhajót megmagasították, a nyugati és a déli bejárathoz szélfogóval ellátott ajtókat készítettek, a szentély köré pedig sugárkápolnák épültek. Az első világháborúban a harangokkal együtt elvitték a torony és templomtető rézfedését is, melyet 1922-ben, Várady Lipót Árpád érseksége idején pótoltak.
A 21. század elején állami támogatással felújították a főszékesegyházat, a harangokat és restaurálták a képeket; feltárták a Szent István-kori és a gótikus elődépítményeket.

## Leírása

### Külseje

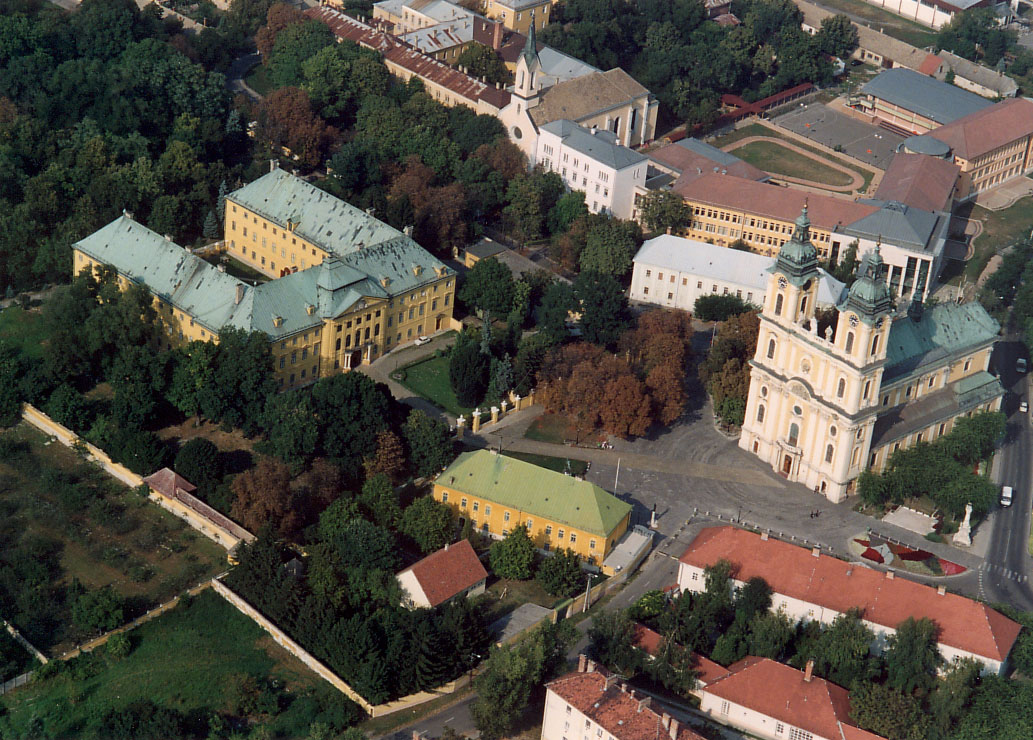
Az érseki palota és a székesegyház légi felvételen

Kalocsa barokk főszékesegyháza impozáns méreteivel és túldíszítettségével kápráztatja el a látogatót. A nyugat felé néző főhomlokzaton, a homlokzattal egy síkban emelkedik a templom tömegét uraló két harangtorony, melyek a város számos pontjáról láthatóak. Az ablakok változatos kiképzése is jól megfigyelhető, mely ritmusos tagolást nyújt az építmény összképének. A toronyablakok mindegyike rácsos, a két torony között pedig üvegablakok vannak. A főhomlokzatot a tornyokon is végigfutó két erőteljes párkányzat tagolja. A kapu felett négy ión pilléren nyugszik az áldásosztó erkély. Mayerhoffer templomaira jellemzőek az áttört kőerkéllyel és szemöldökpárkánnyal ellátott ablaknyílások; ilyeneket látunk a főhomlokzaton és a tornyokon. A torony négy sarkán, illetve a bejárat két oldalán lizénák húzódnak. Fejezetükben jól megfigyelhető magyaros díszítések jelennek meg, az első főpárkánynál ión, a második alatt korinthoszi, majd a sisak alatti zárópárkány alatt ismét ión. A kórusablak fölötti íves timpanonban Szűz Máriát láthatjuk a magyar szentekkel, Andrejka József alkotása.
A timpanon fölötti ovális szoborfülkében Patachich Gábor, a bal oldali torony ovális ablaka fölött Csáky Imre, a jobb oldali tornyon ugyanitt Klobusiczky Ferenc érsekek címere látható. Az oromzat tetején, a kőbalusztrádon kétoldalt Szent Pál és Szent Péter (Szent Péter szobrával kapcsolatos érdekesség, hogy a kulcsot tartó kezére eredetileg hat ujjat faragott a szobrász) apostolok szobra 1755-ből, középen Szűz Máriáé 1881-ből, Hartmann János müncheni szobrászmester alkotása. A két apostolszobor alkotója ismeretlen.
A templom főhajójához kétoldalt alacsonyabb mellékkápolnák csatlakoznak. Az oldalkápolnák falát, illetve a főhajó és az oldalkápolnák közti magasságkülönbséget szegmensíves ablakok töltik ki. A hajónak a szentély felőli harmadánál a Foerk Ernő által tervezett, a templom stílusát kissé megbontó huszártorony áll. Az öt oldallal záródó szentély a hajónál valamelyest alacsonyabb. A szentély körüli kápolnakoszorút öt apsziskápolna alkotja. A két szélső a sekrestye bejáratául szolgál, a másik kettő közül a déli a Szt. István-kápolna, az északi a keresztelőkápolna. A középső, kupolával ellátott helyiség az érseki kripta bejárata. A sekrestyék kétemeletesek, a déli oldalon van a plébánosi, az északin pedig a kanonoki sekrestye. A jobb oldali torony oldalán Bory Jenő 1938-ból való Asztrik-domborművét láthatjuk.

### Belseje

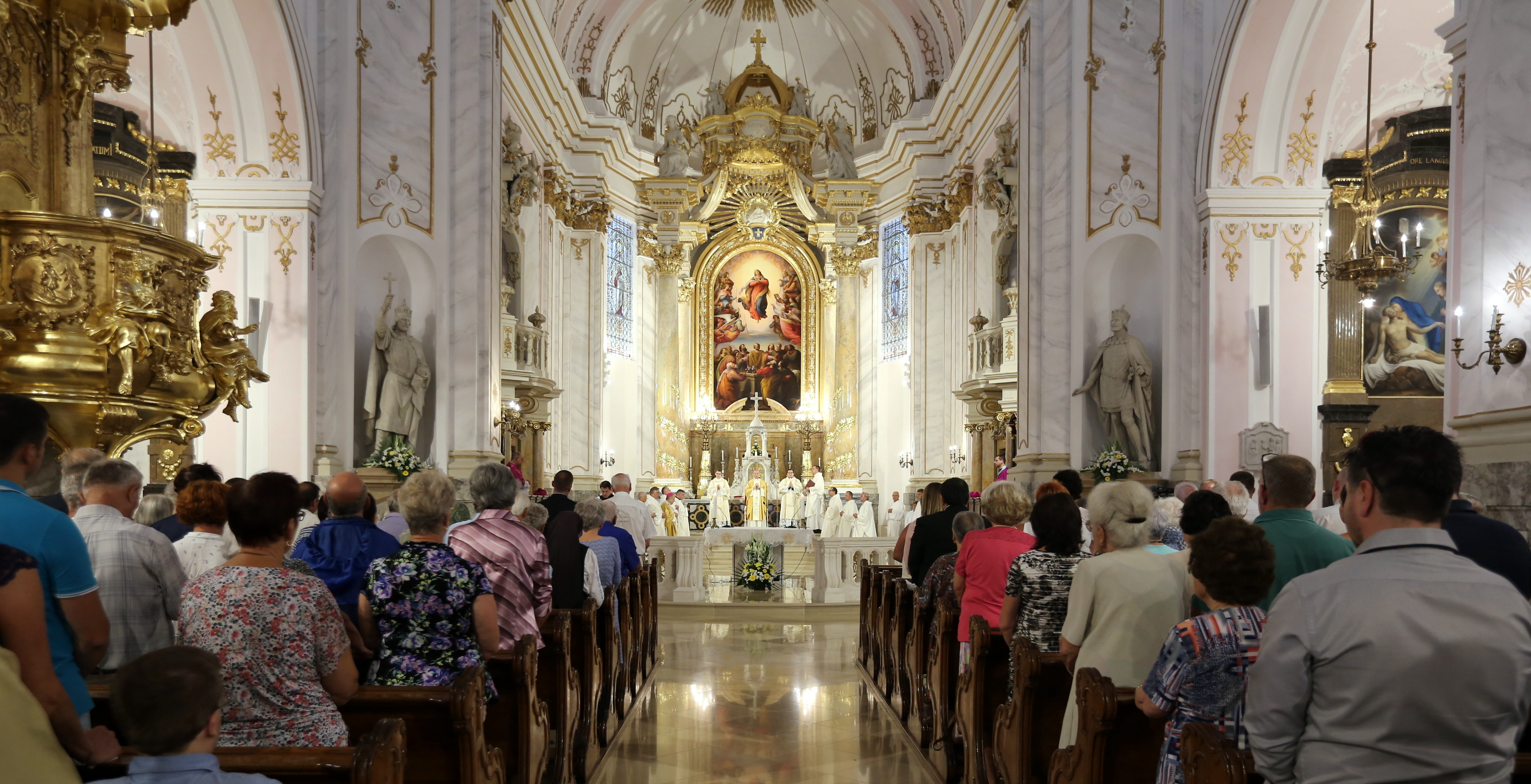
Ünnep a székesegyházban, 2018

A Mária mennybemenetele tiszteletére szentelt barokk főszékesegyház belseje 57 méter hosszú, 24 méter széles, csarnoktemplom jellegű. Az egyhajós, négyboltszakaszos, oldalkápolnákkal szegélyezett hajó a tízszög öt oldalával záródó, kétboltszakaszos szentélyben végződik. A boltozatokat korinthoszi féloszlopokon nyugvó hevederívek választják el egymástól. A szentély fölé félkupola borul. A főhajó homorú falfelülettel csatlakozik a szentélyhez. A hajó boltozatait 1768 és 1770 között készült stukkók díszítik, melyek a bejárattól a szentély felé haladva Szent Jeromost, Szent Ágostont, Szent Ambrust és Nagy Szent Leót ábrázolják. A szentély négyezetén a győzedelmes egyház allegorikus domborműve jelenik meg. A templomba belépők figyelmét leginkább a szentélyben lévő főoltár vonzza magára, mely Mária mennybemenetelét ábrázolja. Az első főoltár Patachich Gábor, a második Kunszt József érsek nevéhez fűződik. 1856-ban Kunszt érsek Rösner Károly bécsi szobrászt kérte fel az új oltár tervezésére. A több festményből álló, ikonfalszerű oltár központi darabja a ma is meglévő főoltárkép volt, Leopold Kuplwieser festette 1857-ben romantikus stílusban. 1908 és 12 között átépítették és restaurálták, a korábbinál sokkal egyszerűbb kivitelt kapott, a kis képeket eltávolították. A márvánnyal burkolt oltár új szentségtartót kapott, fölé csavart oszlopokon nyugvó baldachint emeltek. A baldachin tetején kerubok láthatók kezükben karddal. Felül felirat olvasható: „Assumpta est”. A tabernákulumot Andrejka József, a felépítményt Petrovácz Gyula tervei szerint Schóber Alajos kivitelezte. A kétoldalt elhelyezett, míves intarziájú kanonoki stallumok és a püspöki trónus 1738-ban készültek.
A kétoldalt épült négy-négy oldalkápolnában egy-egy oltárképet helyeztek el, a déli oldalon hármat, az északin négyet. Baloldalt a bejárattól a szentély felé haladva az első Szent Péter és Szent Pál apostolok copf oltára, 1807-ben készült, mestere nem ismert, Klobusiczky érsek emeltette. Az egymástól búcsúzó két apostolt ábrázolja, hiszen Péter a Janiculus hegyre megy, ahol keresztre feszítik, Pál pedig Trefontanehoz, hogy lefejezzék. Pál az égre mutat, kifejezve, hogy ott nemsokára ismét találkozni fognak. A második a barokk Nepomuki Szent János-oltár, azt ábrázolja, amint IV. Vencel cseh király feleségének gyóntatóját, Nepomuki Jánost a gyónási titok megszegésére akarja rávenni, de ebbe ő nem egyezik bele (hiszen Nepomuki Szt. János a gyónási titok védőszentje). Az oltárépítményt Fridrich Ferenc jezsuita szerzetes készítette. 

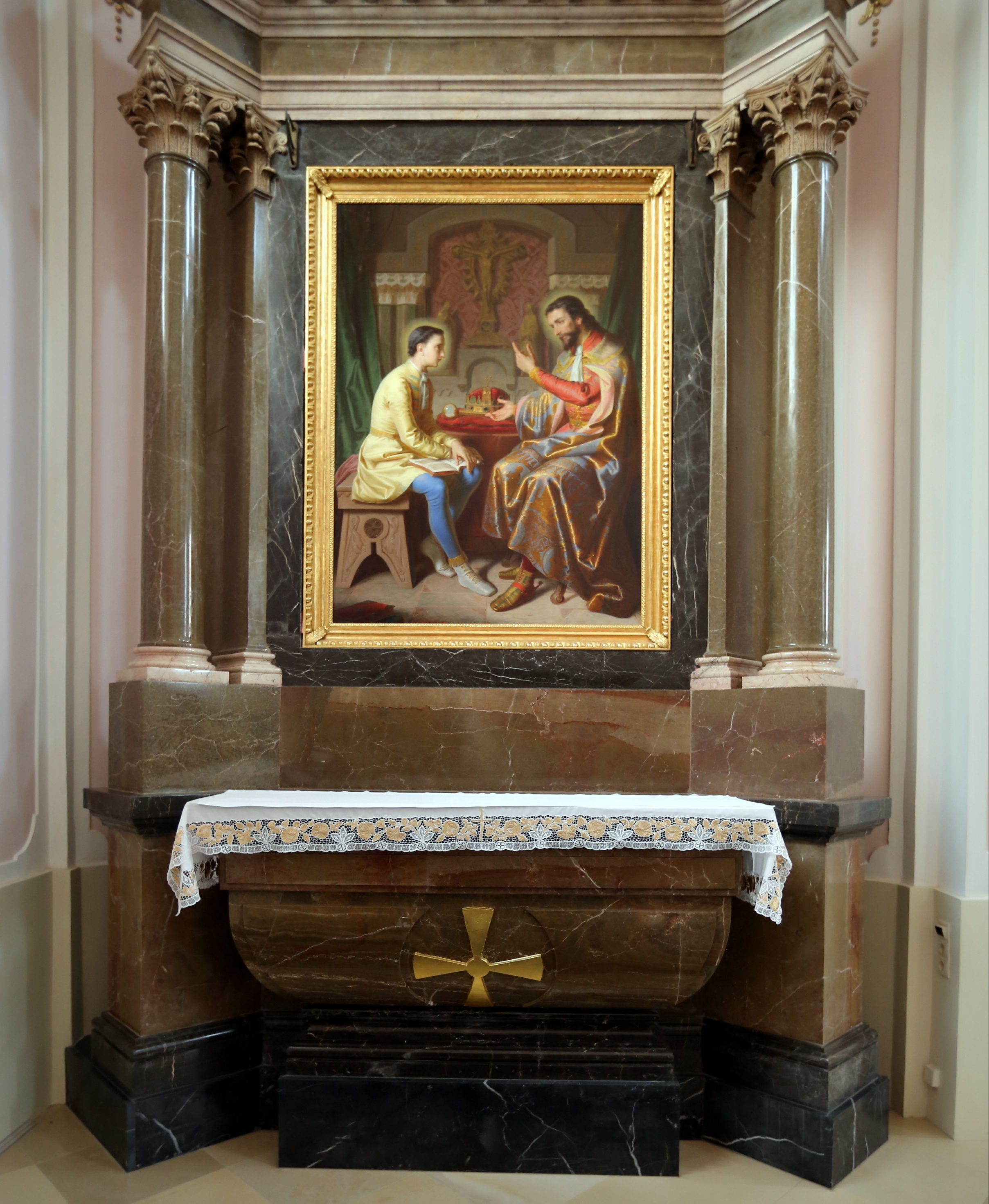
Szent István mellékoltár

Baloldalt a harmadik a Szent István-oltár 1832-ből, Pesky József klasszicista alkotása, a képen István király fiát, Imrét oktatja, mindkettejüket dicsfény veszi körül. Ez az oltárkép Újváry Uriel Dávid nagyprépost hagyatékából készült. A szentélyhez legközelebb a Szent Kereszt-oltár kapott helyet, mely 1787 és 1818 között készült, Erlinger József festette. A felépítmény aranyozását Schenk János végezte. A keresztre feszített Jézust ábrázolja, bal oldalán a Fájdalmas Anya, jobb oldalán János apostol látható. A keresztet Mária Magdolna öleli át. Jobboldalt a bejárat felőli első oldalkápolnában Prokop Péter XX. századi modern festményét láthatjuk, melyen Assisi Szt. Ferenc az állatoknak prédikál. Az oltárkép a templom barokk hangulatától nagyban elüt, egy nemrég épült templomban talán jobban mutatna. Korábban az 1790-ben készült, késő barokk Szt. Alajos oltár állt a helyén. A következő oldalkápolna oldalsó bejáratul szolgál, oltárkép nincs benne. Az Őrangyal-oltár klasszicista alkotás, melyet Johann Kessler készített 1865-ben. A sziklaszirten ülő kisfiú felé kígyó sziszeg, de őrzőangyala megvédi. A szentély melletti oldalkápolnában a templom legrégebbi, 18. századi oltárát láthatjuk, melyet Erlinger József festett a Fájdalmas Szűz Anya témában. A keresztről levett Krisztust ölében tartó Máriát és a háttérben földre boruló Mária Magdolnát ábrázolja. Ugyancsak itt vannak elhelyezve Szent Pius földi maradványai, Rómából hozták Kalocsára 1741-ben. A vértanú csontjai drágaköves ruhába vannak elhelyezve, zsebében kis üvegcsét helyeztek el Szt. Pius vérével.
Az ablakok kiváló megvilágítást nyújtanak. Az oldalkápolnák ablakai magát, a templomteret, a főhajó ablakai pedig a mennyezet stukkódíszeit világítják meg. A színes ablaküvegeket Zsellér Gyula készítette 1851 és 1866 között. A mellékkápolnák ablakai magyar szenteket vetítenek elénk: Szt. István, Szt. Margit, Szt. Imre, Kapisztrán Szt. János, Szt. László, Szt. Erzsébet, Szt. Gellért. A főhajó felső ablakai egyházi jelvényeket ábrázolnak (pl.: a fiaiért saját vérét adó pelikán, kalászokkal körülvett kereszt, bárány, szőlő, alfa és ómega). A gazdagon aranyozott szószék 1752-ben készült, készítője nem ismert. Kosarán a négy evangélista, köztük Mózes a kőtáblákkal, a Hegyi beszéd, a Magvető és a Jó Pásztor dombormű. A hangvetőn a Jó Pásztor dombormű látható. A padok, néhány gyóntatófülke és a márvány padlóburkolat 1908 és 12 között készült Foerk Ernő tervei szerint. A hajót a szentélytől elválasztó diadalív két oldalán egy-egy szobor: baloldalt Szent István, jobboldalt Szent László király, Andreas Halbig művei 1851-66-ból. A két szoborfülke alján, a szobortalapzaton egy-egy ugyanekkor készült domborművet látunk. István király alatt: Asztrik érsek átadja Istvánnak a II. Szilveszter pápától hozott koronát. László alatt: Szent László átadja a bácsi érsekség alapítólevelét. E két szobor helyén Patachich érsek idejében még Páduai Szent Antal és Kalazanci Szent József, később Borromei Szt. Károly és Nepomuki Szent János szobra állt. A István és László király szobra korábban az érseki kriptában volt elhelyezve. A diadalív csúcsán latin felirat: „Sok leány munkálkodott serénységgel, de te felülmúltad mindazokat”.

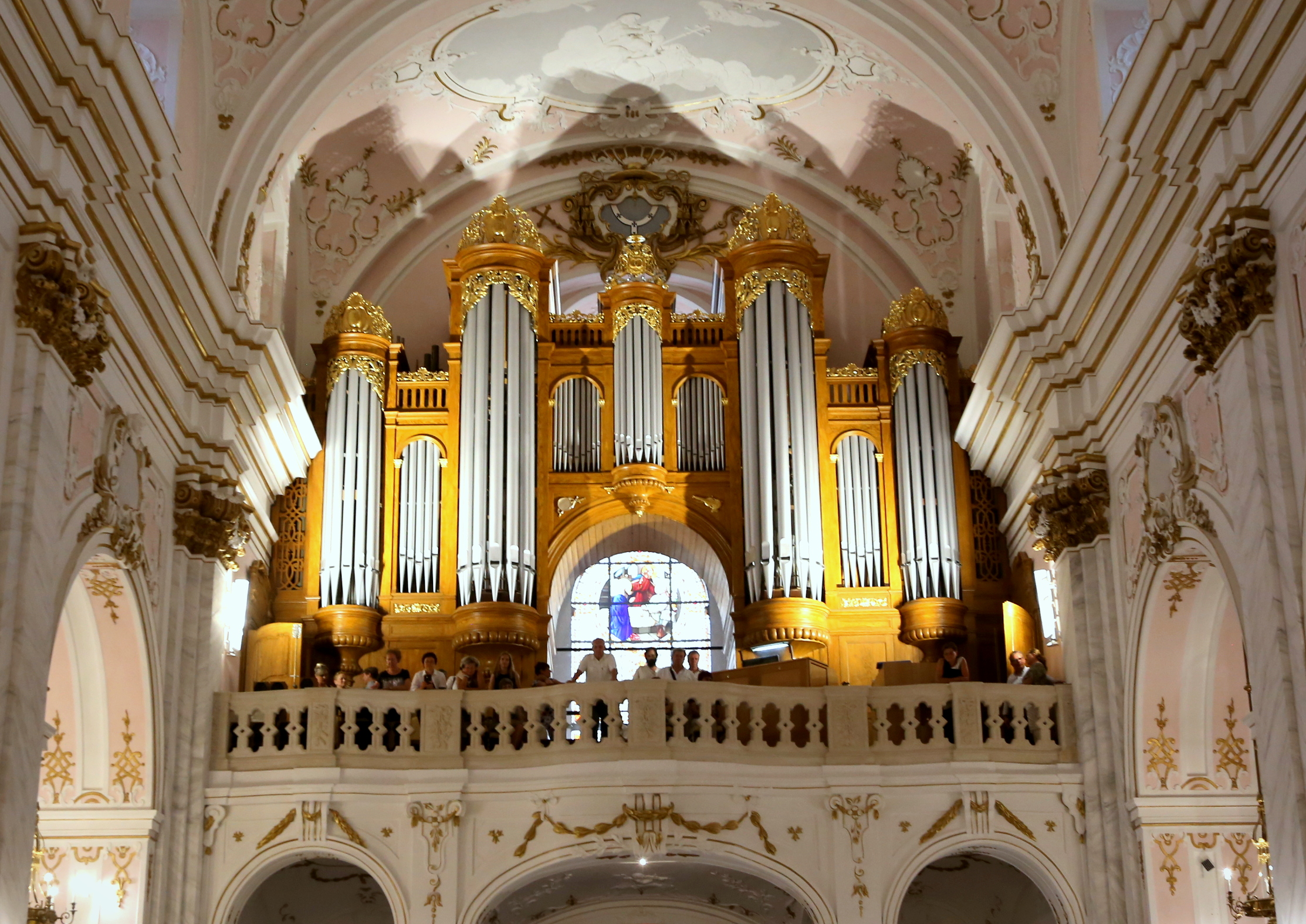
A 3 manuálos Angster orgona

A szentéllyel átellenben, a bejárat felett húzódik a hatalmas méretű orgona;  3 manuálos, pedálsoros, 64 regiszteres és 4668 sípja van. A templom felszentelésekor a leckeoldalon lévő oratóriumba készült egy 6 változatú orgona, melyet 1774-ben 28 változatúra építettek át. 1876-ban Haynald érsek a pécsi Angster cégtől rendelte meg a 3 manuálos, 45 regiszteres orgonát a bejárat feletti kórusra. Ennek cin sípjait az I. világháborúban elvitték. 1923-ban Angster József pécsi orgonaépítő 3 manuálos, 50 regiszteres, 3560 sípos orgonát tervezett a templomnak, ezt 1985-ben alakították át és bővítették. A kórust három boltíves árkád tartja, a középső kosáríves, a két szélső félköríves. A kórus középső tartóívén olvashatjuk latinul: „Uram, szeretem a te házad ékességét”.
A bal oldali szentélyajtó a kanonoki sekrestyébe vezet, mely értékes stukkóiról és intarziás bútorairól nevezetes. A szentély északi oldalán lévő koszorúkápolnában 1988 óta az érseki kincstárat tekinthetjük meg. Itt található Szent István ezüsthermája, amely a millennium idején készült, továbbá az Árpád-kori sírhelyből feltárt maradványok is megtalálhatók. A templom alatt az érseki kripta húzódik, északi falán mészkőből faragott, gótikus sírlap, rajta latin felirattal (a székesegyház olvasókanonokjának sírja 1433-ból). Patachich érsektől kezdve az összes érseket ide temetik, a kripta egyszerű oltára vörösmárványból készült, ezt csak érseki temetések alkalmával használják. A kripta padlózatán végigkövethetjük, hogy merre húzódott az első székesegyház szentélye.

## Harangok
A főszékesegyház égbetörő tornyaiban hét harang foglal helyet, ezek közül egy már nem használható. Kettő a bal oldali (északi), öt a jobb oldali (déli) toronyban.

### Az északi torony harangjai
Az északi toronyban lakik a 2640 kg tömegű, 161 cm átmérőjű, H0 hangú érseki nagyharang, melyet a Szentháromság tiszteletére szenteltek. Ez a megye legnagyobb harangja. Latin felirata: "Örök dicsőség a Szentháromságnak", illetve a másik oldalon egy dombormű, amelyen egy medve és egy oroszlán, közülük a medve megtámadta oroszlánt. Ezért gyakran "oroszlános harangként"  utalnak rá. 1922-ben a budapesti Ecclesia Harangművek készítette az I. világháborúban elvitt, 4539 kg. súlyú híres Laci-harang helyett. Az elnevezés az öntető, Kollonich László érsekről származik, mivel a katolikus nép 1773-ban annyira megörült a harangnak, hogy érsekéről nevezte el. A mai érseki nagyharang – mely csak kicsiny utóda a Laci-harangnak – kizárólag nagy egyházi ünnepek napján szólal meg, de akkor is csak abban az estben, ha itthon van az érsek. Amikor Grősz érsek öt évig a kommunisták börtönében volt, akkor öt évig nem szólalt meg a harang. Bekapcsolás után 13 másodperc után kondul először, kikapcsoláskor 17 másodperc alatt hallgat el.
Mellette van elhelyezve a 70 kg-os, a2 hangú, Szent Kereszt tiszteletére szentelt lélekharang, amely kizárólag az esti harangszó után, a halottakért való imádságra felszólítva szólal meg. Mivel a nagyobbakkal disszonáns a hangja, csak erre a célra használják. Származását illetően két elmélet kerülhet szóba. Az egyik szerint a temetőben volt lélekharang, és az ott felszámolt haranglábról került be, a másik szerint a szocializmus ideje alatt megszüntetett Szent Kereszt Kórház harangja volt valaha. Bekapcsolás után 2 másodperccel szólal meg, és kikapcsoláskor 4 másodperc múlva kondul utolsót.

### A déli torony harangjai
A déli toronyban függ a templom és a város második legnagyobb, Deo gratias elnevezésű, 1425 kg súlyú, 134 cm átmérőjű, esz1 hangú harangja. 2001. november 23-án öntötte a passaui Perner cég (Rudolf Perner) a II. világháborúban 1944 őszén elvitt, 1600 kg súlyú, d1 alaphangú Szent Pál-harang (Káptalani harang) helyett. Felirata: „Deo gratias millesimo anno MMII.”, vagyis „Istennek hála az elmúlt ezer évért a 2002. esztendőben”. A harangpaláston a felirattól jobbra és balra 120°-onként a magyar korona, illetve Bábel Balázs érsek címere látható, alatta az érsek jelmondatával: „Pro regno dei”, vagyis „Isten országáért”. Még lejjebb, szintén latinul: „Bábel Balázs érseksége idején 2002”. A harang 2002. március 24-én virágvasárnap érkezett meg Kalocsára, és másnap, hétfőn szedték le őket a teherautóról. 2002. június 29-én délelőtt 9 órakor szentelte fel dr. Bábel Balázs érsek, előtte két hónapig az érseki palota kertjében voltak megtekinthetők. A Deo gratias-harang bekapcsolás után 12 másodperccel szólal meg, és kikapcsoláskor 20 másodperc után hallgat el. Ez üti el az egész órákat. A haranggal együtt öntetett, majd érkezett meg Kalocsára és lett felszentelve az Asztrik harang. Felirata: "In memoriam archiepicopi astrici MMII". Súlya 627 Kg, átmérője 102,8 cm valamint hangja g1. Amellett, hogy a Perner cég öntötte a harangokat, fontos kiemelni, hogy Baranyi Pál Ignác (1933-2011), az akkori Főszékesegyházi Egyházközség világi elnöke, álmodta meg és igen hosszas és kitartó küzdelemmel érte el, hogy a két harang megöntetett. A harangokkal kapcsolatos irattárában 138 iktatott kötet található, melyből kiolvasható, hogy milyen sok akadályt és ellenségeskedést kellett megvívnia kishitű nézetek miatt. Az első irat egy 1992 június 26-i levél, melyben német egyházközségi barátait kéri fel az elhurcolt harangok megkeresésére. Hosszas levelezések találhatóak különböző német egyházi vezetőkkel. A 20. kötetben található az első 2001 április 5-i keltezésű levél, melyben Baranyi Pál Rudolf Pernerhez fordul a harangok újraöntésének ötletével. Kiderül, hogy ezt megelőzően számos templom újonnan öntött harangját megtekintette Magyarországon. A levelet számos árajánlatkérés pénzügyi számítás és gyűjtési terv valamint Bábel Balázs érsekkel történő levelezés követi. A 36 és 37-es kötetben lévő, 2001 május 28-i keltezésű levélből kiderül, hogy az érsek fogadja Perner urat május 31-én 11 órakor és lényegében ezzel elindult az új harangok élete. A 60. és 70. kötetek között igen sokféle tervet és levelezést ismerhetünk meg a harangok méretéről, az azokon lévő feliratok és címerek képeinek művészeti terveiről elhelyezkedéséről. A harangok öntésénél egy kisebb kalocsai delegáció is részt vett Passauban és imádsággal kísérték a harang öntésének szertartását. A harangok felszerelését Gerhard Hauseder végezte. Közreműködött még Horst Stauchner. A haranglábat Vörös Vince ácsmester javította. Baranyi Pál Ignác haláláig buzgón felügyelte a harangok gondozását, és a Perner céggel kapcsolatot tartva intézte a harangok utólagos ellenőrzését és szükséges munkálatokat. Az utolsó levél az irattárban 2008 február 22-i keltezésű. Majd súlyos betegsége mellett már csak közvetetten, de haláláig kiemelt figyelemmel kísérte a harangok életét. Baranyi Pál Ignác irattárának másolata hamarosan az érseki palota könyvtárban megtalálható lesz.
A Szűz Mária-harang 806 kg-os, 108 cm alsó átmérőjű, f1 hangú. Latin felirata magyarul: „Üdvözlégy reménységünk. Érezze mindenki a Te segítségedet”. 1922-ben készült a budapesti Harangműveknél. A II. világháborútól 1953-as felújításáig raktári tárgyként sínylődött az érseki palotában a Szent Mihály-haranghoz hasonlóan. Bekapcsolás után 8 másodperccel kondul meg, és 20 másodperc alatt hallgat el. A negyed órákat ez üti a nap 24 órájában.
Az Asztrik-harang 627 kg-ot nyom, alsó átmérője 102,8 cm átmérőjű, g1 hangú. 2002-ben készült, a Deo gratias-haranggal egy időben szintén a passaui Perner-cégnél. Felirata: „In memoriam Archiepiscopo Astrici MMII”, vagyis: „Asztrik érsek emlékére 2002”. A harang másik oldalán lévő dombormű azt a jelenetet ábrázolja, amikor Asztrik átadja a koronát Istvánnak. Bekapcsolás után 6 másodperccel szólal meg, és kikapcsoláskor 15 másodperc után hallgat el. Előde, a 470 kg-os, 91 cm átmérőjű, asz1 hangú Szent István-harang a II. világháborús rekvirálás áldozata lett.
A déli toronyban van még a 330 kg-os, Szent Mihály arkangyal tiszteletére szentelt, 81 cm átmérőjű, b1 hangú harang. Latin felirata: „Ki olyan, mint Isten – ki az én célom – őt kívánom”. 1922-ben készült a nagyharanggal és a Szűz Mária-haranggal, illetve a háborúban elhurcolt két haranggal együtt. 1953-ig a Szűz Mária-haranggal együtt az érseki palota raktári tárgya volt. Bekapcsolás után 6 másodperccel kondul elsőt, és kikapcsoláskor 17 másodperc alatt hallgat el. Ünnepeken ez szólal meg lélekharangként.
Kb. 50 kg-os, füles koronájú kisharangja szintén a déli toronyban függ, a főszékesegyház és a város legrégibb harangja, Anton Zechenter öntötte Budán 1751-ben. Jelenleg használaton kívül van, hiányzik a nyelve, nincs villamosítva. De ha villamosítanák, és nyelvvel látnák el, akkor se lenne használható, mert már hosszú évek óta repedt, így elvesztette a hangját is. Sokáig raktári tárgyként sínylődött a torony egyik alsó szintjén. Latin felirata: „In honorem B. V. Marae Annunciatae. Nicolaus e'comitibus Csáky de Keresztegh Archiepp. Coloc. et Batchien. F.F.” A harang felső pártázatán: „Zechenter in Ofen goss mich”.

### Korábbi harangok
Az I. világháború előtt 6 harangja volt: A már említett, 4539 kg súlyú Laci-harangot 1796-ban Johannes Kohl, Anton Litmann és Mihail Cass öntötte. Tiszta időben még a szomszédos településekre is elhallatszott hangja. Például Gerjenen, Bátyán, Fajszon, Dusnokon, Drágszélen, Miskén, Dunaszentgyörgyön, Foktőn, Uszódon Dunaszentbenedeken vagy Pakson is hallható volt. De nagyon tiszta időben akár Szekszárdra vagy Bajára is elterjengett a hangja. A 3000 kilós káptalani harangot Franciscus Miller öntötte Budán 1803-ban. A Szent József-harang 1214 kg-os volt, 1796-ban Mihail Cass, Johannes Kohl és Anton Litmann öntötte Pesten. A Szent Donát-harang 398 kg-os, 1773-ban készült az előbbivel azonos helyen, jelenleg is használatban van, a kalocsa-eperföldi templom tornyában. Szintén itt készült a 300 kg súlyú harang. 1879-ben hozták be a főszékesegyház tornyába a megszűnt plébániatemplom 100 kg-os lélekharangját. Az I. világháborút csak a 398 kg-os élte túl, a többiből mind ágyút öntöttek. 1922-ben dr. Várady Lipót Árpád érsek 5 harangot öntetett, közülük kettőt 1944 őszén (második világháború) lefoglalt a honvédség, és összetörték őket. Csak 2002-ben az érsekség millenniumának alkalmából került sor újjáöntésükre, ekkor a régebbi harangokat is leengedték a toronyból és a Perner-cég által készített új harangnyelvekkel látták el őket.

### Harangozási szokások
Halottak búcsúztatására két alkalommal szólnak a harangok. A hírharang 3, a temetési kísérő harangozás 6 perces. Világiak temetése esetén mind a két alkalommal a Szűz Mária-, az Asztrik- és a Szt. Mihály-harang szól, papok temetésekor a Deo gratias-harang is. Érsek temetésekor a nagyharang is. A nap 24 órájában a negyed órákat a Szűz Mária, az egészeket a Deo gratias harang üti.

## Katolikusok a városban
Kalocsa 18500 lakosából a 2001. évi népszámláláskor 13000-ren vallották magukat katolikusnak. A plébániához 5700 hívő tartozik. Plébánosa: Fülöp Ernő kerületi esperes, érseki tanácsos, káplán: Leányfalusi Vilmos tiszteletbeli kanonok, karnagy, és Geszler Péter érseki szertartó. Hétköznap 7 és 18, vasárnap fél 9, 10 és 18 órai kezdettel mutatnak be szentmisét. A templom búcsúja augusztus 15-én van. A főegyházmegyét dr. Bábel Balázs érsek vezeti 1999 óta.